# Christopher Hinton (ingénieur)
Christopher Hinton (né le 12 mai 1901 à Tisbury (Wiltshire) - mort le 22 juin 1983 à Londres) est un ingénieur de production britannique. D'abord chargé de la production de munitions, il se spécialise dans les années d'après-guerre dans le nucléaire. Maître d’œuvre de Calder Hall, historiquement la première centrale nucléaire opérationnelle, il dirige ensuite le programme nucléaire du Royaume-Uni jusqu'au milieu des années 1960.

## Carrière

### Premières années
Hinton fréquente le collège de Chippenham où son père est enseignant, et quitte l'école à 16 ans pour entrer en apprentissage chez Great Western Railway à Swindon. À 22 ans il bénéficie de la bourse Allen de l'Institution of Mechanical Engineers (en) pour étudier les sciences à Trinity College (Cambridge). Il y travaille avec Charles Inglis à l’analyse des vibrations et de leurs effets sur les ponts ferroviaires,.
Hinton entre ensuite comme ingénieur chez Brunner Mond, future filiale d'ICI, et y rencontre sa future épouse, Lillian Boyer (morte en 1973). Leur fille, Mary (1932–2014), épouse Arthur Mole, fils de Sir Charles Mole, conseiller au Ministère de l'Industrie.

### Au service de l’État
Au cours de la Deuxième guerre mondiale, Hinton est affecté au Ministère du Rationnement dont il devient le directeur général adjoint, chargé du redéploiement des usines d'armement et de munitions. En 1946, Hinton est nommé Contrôleur général adjoint à la Production, et lorsqu'en 1954 le gouvernement crée l'Autorité britannique de l'énergie atomique, il est nommé directeur d'Industrial Group Risleyun bureau d'études ad hoc occupant le siège social de Risley, et comprenant les laboratoires de Culcheth, Capenhurst, Springfields et Dounreay, la pile atomique de Windscale, les usines de Calder et la centrale nucléaire de Chapelcross. À la tête de ce complexe, il assure la conception et la construction des plus grandes centrales nucléaires du Royaume-Uni : Windscale, Capenhurst, Springfields et Dounreay.
Le critique d'art Reyner Banham, commentant l'architecture impressionnante de ces installations, baptise les premiers réacteurs de plus de 500 MW (il y en a 12 de construits jusqu'au milieu des années 1960) de Hinton Heavies,

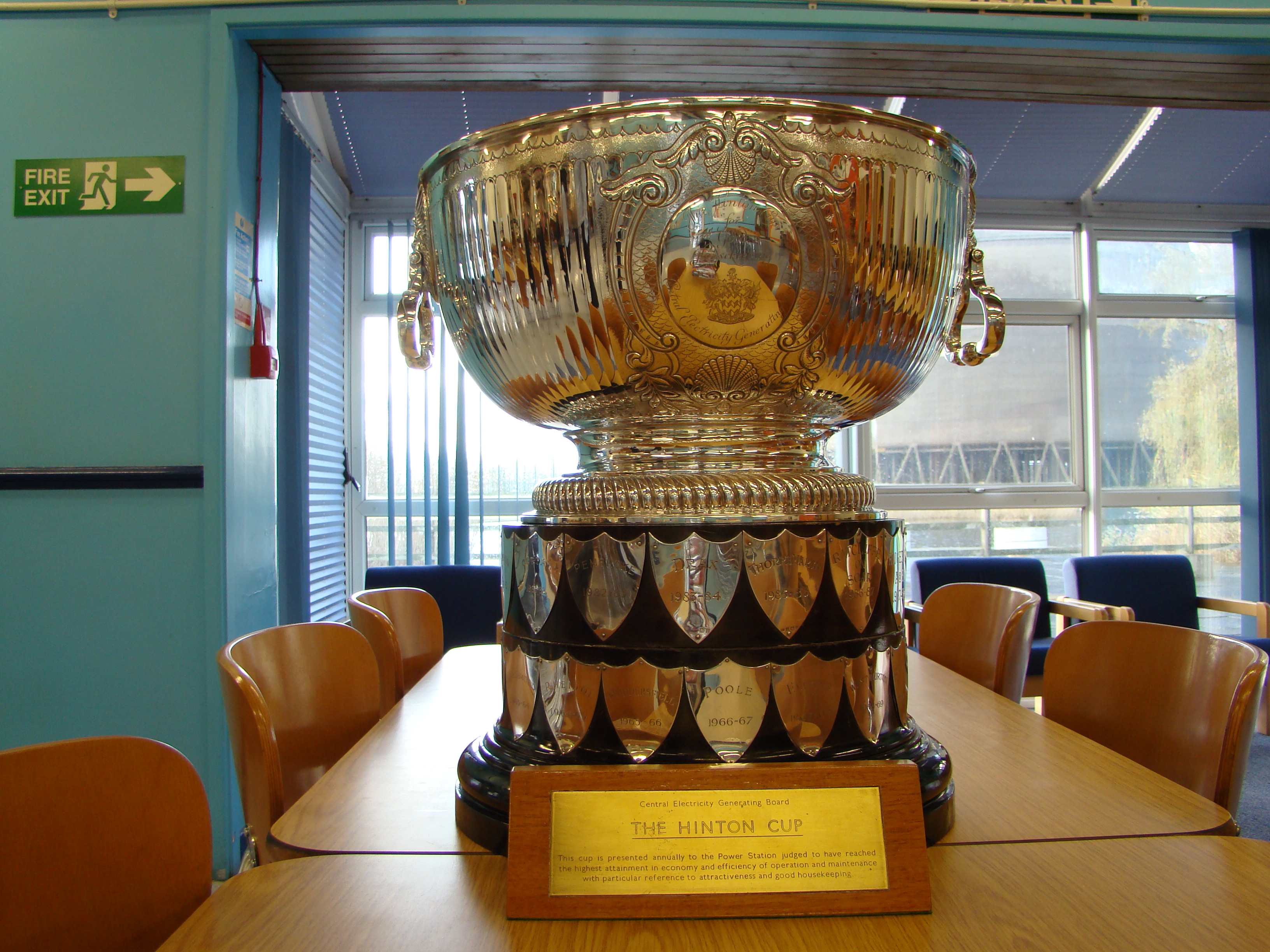
La coupe Hinton.

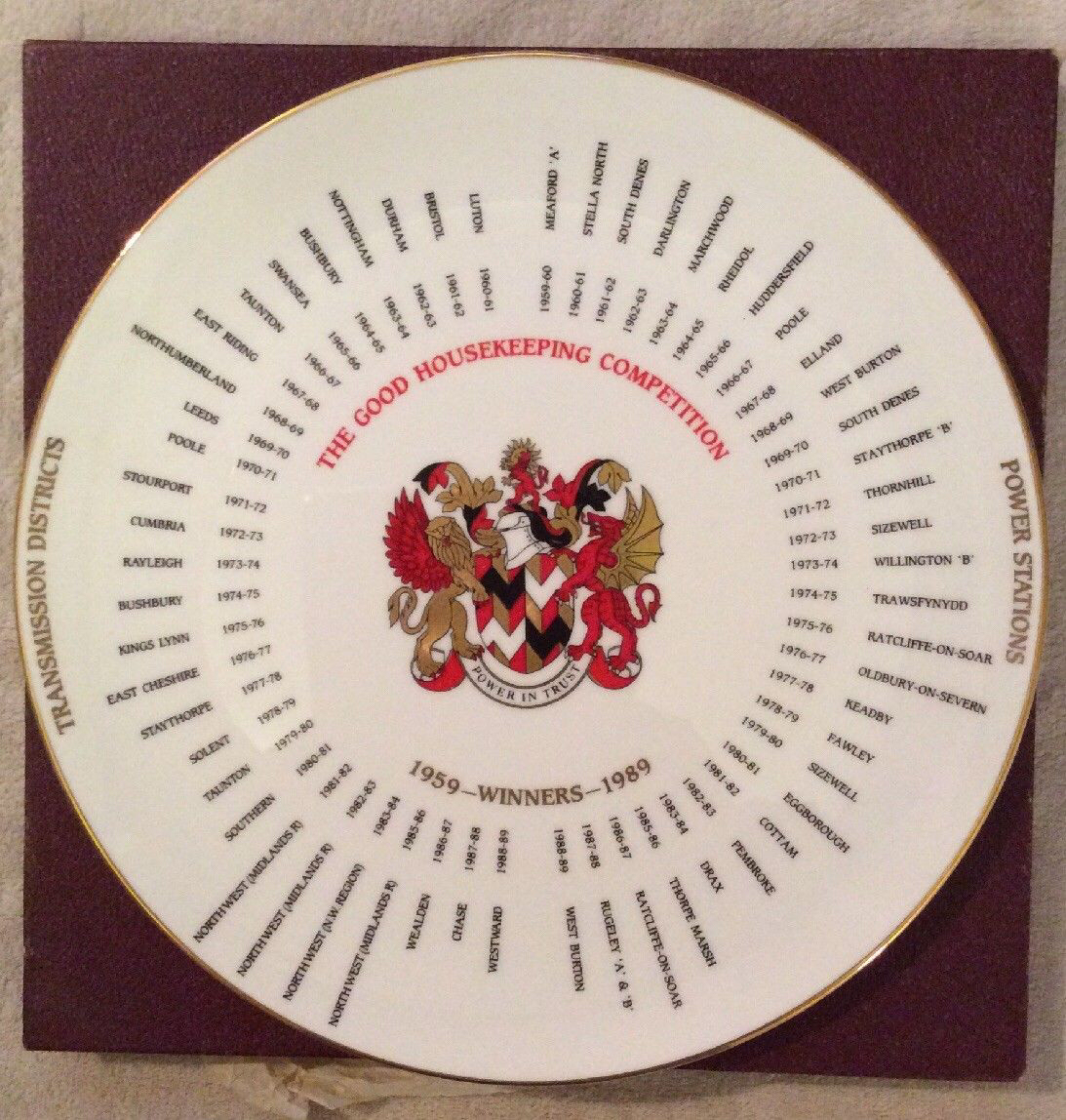
plaque commémorative des 30 ans de la coupe Hinton (musée de la céramique Gladstone).

En 1957, Hinton devient le premier PDG du Central Electricity Generating Board (en) (CEGB). Conscient que la sécurité des installations de puissance passe par un respect scrupuleux de l'entretien à tous les niveaux, il institue une récompense annuelle à destination des centrales nucléaires du pays : la Hinton Cup. Il prend sa retraite en 1964 mais conserve jusqu'à sa mort un bureau au siège social de CEGB dans Paternoster Square. En 1965, il travaille encore six mois au Ministère des Transports puis accepte un poste de conseiller à la Banque Mondiale. Il exerce jusqu'en 1968 les fonctions de président de la Commission exécutive Internationale de l'Agence internationale de l'énergie.

### Reconnaissance
Hinton est comblé d'honneurs pour la mise sur pied du programme nucléaire civil britannique : anobli en 1951, lauréat de la Médaille Wilhelm-Exner (1956), chevalier commandeur de  l'Empire britannique (1957), docteur honoris causa des universités d'Oxford (1957) et de Cambridge (1960), fait pair à vie (28 janvier 1965), recteur de l'Université de Bath (1966 – 1979) et récipiendaire de l'Order of Merit (1976).